# La Chunga
Micaela Flores Amaya, dite La Chunga (La Craignosse), est une danseuse de flamenco et peintre d'art naïf franco-espagnole, née à Marseille en 1938 et morte le 3 janvier 2025.

## Biographie
Ses parents sont des gitans andalous immigrés en France qui s'établirent à Barcelone quand elle avait plus ou moins un an.
Dès son enfance, elle danse dans cette ville, le plus souvent pieds nus. Elle devient la muse d'écrivains comme Blas de Otero, Rafael Alberti, José Manuel Caballero Bonald ou León Felipe, et de peintres comme Picasso, Dalí ou Francisco Rebés, qui la transforment en figure attirante pour des intellectuels et l'encouragent à peindre. Elle expose à Paris, Madrid, etc.
Pastora Imperio l'engage en 1956 comme danseuse (bailaora) et, grâce à Ava Gardner, elle joue dans deux films à Hollywood. L'entrepreneur Ed Sullivan la fait venir à Las Vegas. Elle participe aussi à des programmes télévisés aux États-Unis et au Mexique.
Elle épouse le réalisateur José Luis Gonzalvo, avec lequel elle a trois enfants, Curro, Luis et Pilar.
Elle est cousine des danseuses Carmen Amaya et Dolores Amaya. Elle est aussi la nièce du cantaor (chanteur de flamenco) Rafael «El Tuerto», qui était l'ami d'Antonio Sánchez, le père de Paco de Lucía. Elle est aussi apparentée au célèbre cantaor Camarón de la Isla. 

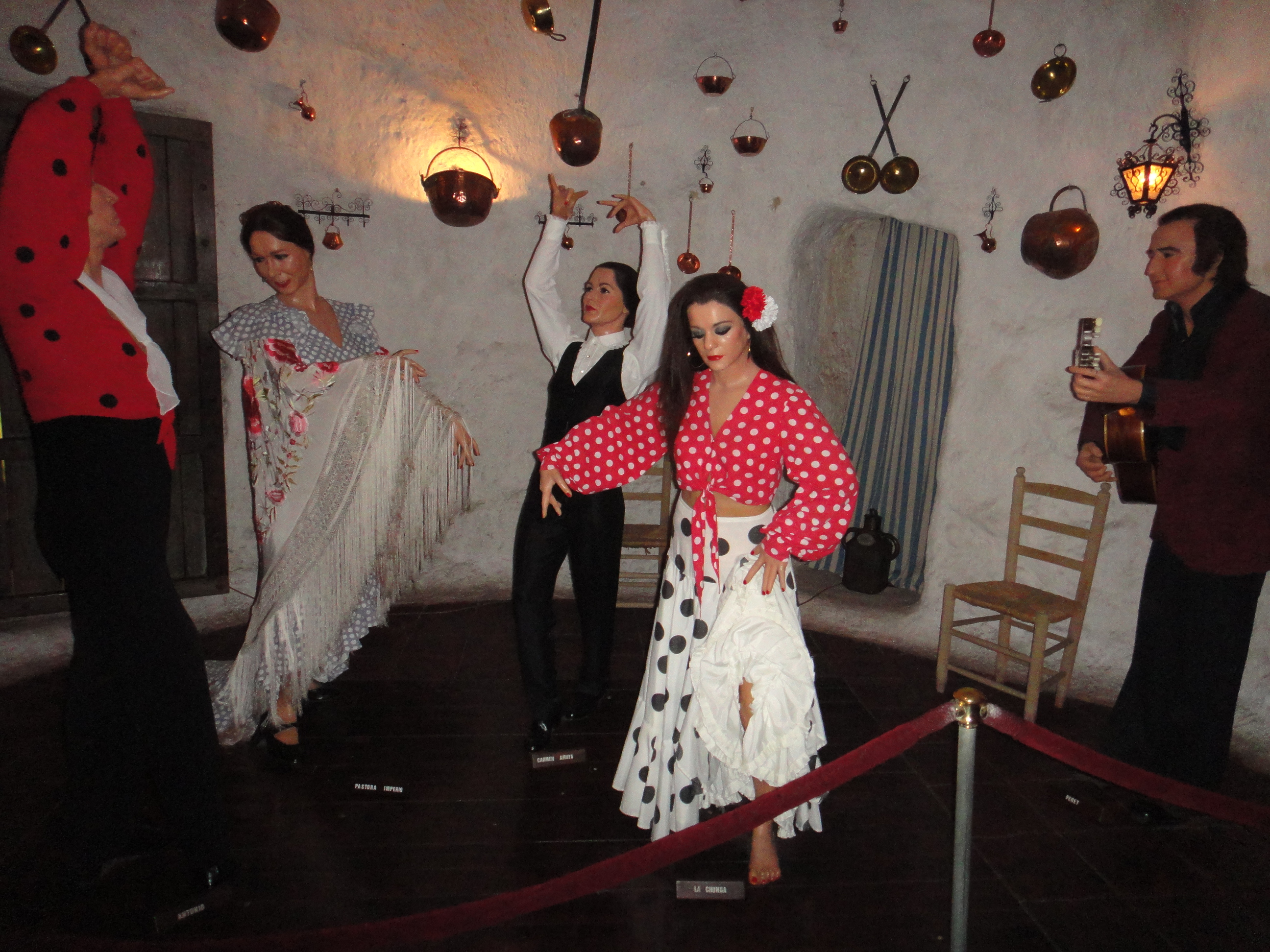
Musée de cire de Barcelone : La Chunga (à droite), Carmen Amaya (au centre) et Pastora Imperio (à gauche).
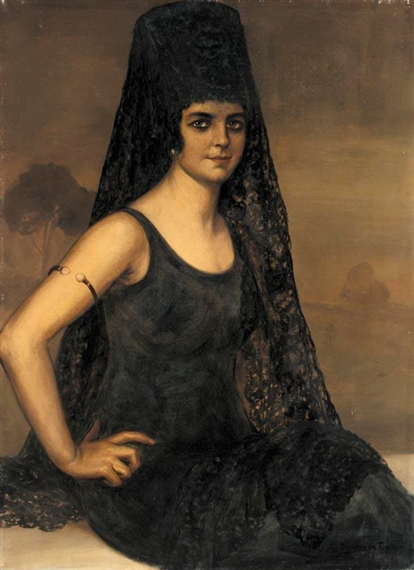
Pastora Imperio en 1913 (toile de Julio Romero de Torres).
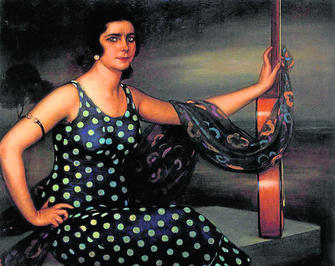
Pastora Imperio en 1922 (toile de Julio Romero de Torres).

## Filmographie
- 1957 : Contrebande au Caire (Tip on a Dead Jockey), de Richard Thorpe[9].
- 1959 : De espaldas a la puerta, de José María Forqué[9].
- 1961 : El Último verano, de Juan Bosch[9].
- 1969 : La Ley de una raza, de José Luis Gonzalvo[9].
- 1978 : Ciertos reflejos: La Chunga, de Mario Gómez Martín (TV)[9].
- 1988 : Nosferatu à Venise (Nosferatu a Venezia), d'Augusto Caminito et Mario Caiano[10].
- 1991 : De tú a tú (série TV, épisode du 3 octobre 1991)[9].
- 1998 : Papa Piquillo, de Alvaro Saenz de Heredia[9].

## Prix
La Chunga a reçu de nombreux prix : 
- Médaille d'Or du Círculo de Bellas Artes de Madrid.
- Médaille d'Or de l' Association de la Presse de Séville.
- Trophée Delfín d'Alicante.
- Prix de la Municipalité d'Alicante
- Prix Cidale des Almendros.